# Jacob Schopf
Jacob Schopf (Berlín, 8 de junio de 1999) es un deportista alemán que compite en piragüismo en la modalidad de aguas tranquilas.
Participó en dos Juegos Olímpicos de Verano, obteniendo tres medallas, plata en Tokio 2020 (K2 1000 m) y dos de oro en París 2024 (K2 500 m y K4 500 m).
Ganó seis medallas en el Campeonato Mundial de Piragüismo entre los años 2018 y 2023, y cinco medallas en el Campeonato Europeo de Piragüismo entre los años 2021 y 2022.
En los Juegos Europeos obtuvo dos medallas, oro en Minsk 2019 (K2 1000 m) y bronce en Cracovia 2023 (K2 200 m mixto).

## Palmarés internacional
| Juegos Olímpicos   | Juegos Olímpicos            | Juegos Olímpicos  | Juegos Olímpicos |
| Año                | Lugar                       | Medalla           | Competición      |
| ------------------ | --------------------------- | ----------------- | ---------------- |
| 2020               | Tokio (Japón)               | Medalla de plata  | K2 1000 m        |
| 2024               | París (Francia)             | Medalla de oro    | K2 500 m         |
| 2024               | París (Francia)             | Medalla de oro    | K4 500 m         |
| Campeonato Mundial |                             |                   |                  |
| Año                | Lugar                       | Medalla           | Competición      |
| 2018               | Montemor-o-Velho (Portugal) | Medalla de oro    | K4 1000 m        |
| 2019               | Szeged (Hungría)            | Medalla de oro    | K2 1000 m        |
| 2022               | Halifax (Canadá)            | Medalla de plata  | K4 500 m         |
| 2022               | Halifax (Canadá)            | Medalla de bronce | K1 1000 m        |
| 2023               | Duisburgo (Alemania)        | Medalla de oro    | K4 500 m         |
| 2023               | Duisburgo (Alemania)        | Medalla de oro    | K2 500 m mixto   |
| Juegos Europeos    |                             |                   |                  |
| Año                | Lugar                       | Medalla           | Competición      |
| 2019               | Minsk (Bielorrusia)         | Medalla de oro    | K2 1000 m        |
| 2023               | Cracovia (Polonia)          | Medalla de bronce | K2 200 m mixto   |
| Campeonato Europeo |                             |                   |                  |
| Año                | Lugar                       | Medalla           | Competición      |
| 2021               | Poznań (Polonia)            | Medalla de oro    | K2 1000 m        |
| 2021               | Poznań (Polonia)            | Medalla de bronce | K2 500 m         |
| 2022               | Múnich (Alemania)           | Medalla de oro    | K1 500 m         |
| 2022               | Múnich (Alemania)           | Medalla de oro    | K4 500 m         |
| 2025               | Račice (República Checa)    | Medalla de oro    | K2 500 m         |